# Aqualina Tower
Aqualina Tower es un rascacielos ubicado en el sector de Punta Pacífica, Panamá. En el 2008 ocupó el primer lugar en altura, actualmente ocupa el undécimo lugar en altura de edificios de la ciudad de Panamá, con sus 210 metros y sus 63 pisos, posición que es temporal ya que será superado por otros proyectos de mayor escala.
Actualmente es el segundo rascacielos más alto del sector de Punta Pacífica, ya que el edificio Trump Ocean Club International Hotel & Tower de 284 metros de altura ha sobrepasado los 210 m.